# Kevin DuBrow
Kevin DuBrow (Hollywood, 29 ottobre 1955 – Las Vegas, 19 novembre 2007) è stato un cantante heavy metal statunitense, leader storico dei Quiet Riot.

## Biografia

### Gli esordi (1955-1975)
Nato il 29 ottobre 1955, il giovane Kevin DuBrow crebbe a Hollywood, Los Angeles, California, prima di trasferirsi verso le periferie di Los Angeles a Van Nuys verso i 13 anni. Verso quest'età comincia ad apprezzare diversi gruppi rock britannici come gli Small Faces, Spooky Tooth, Rod Stewart e Humble Pie. Furono proprio questi a far avvicinare Kevin nel mondo della musica e ad intraprendere una carriera musicale.
Suo fratello Terry Dubrow è un chirurgo plastico e personaggio televisivo noto per la partecipazione al reality show “Chirurgia estrema” trasmesso in Italia su Sky. 

### Con i Quiet Riot (1975-2007)
DuBrow fonda i Quiet Riot nel 1975 assieme al chitarrista Randy Rhoads. Il nome venne preso da Richard Parfitt, chitarrista del gruppo inglese Status Quo. La prima formazione era composta da Dubrow come cantante, Kelly Garni al basso, Drew Forsyth alla batteria e il leggendario Randy Rhoads alla chitarra, inizia ufficialmente l'avventura dei Quiet Riot. Registrano il loro primo EP nel maggio 1975, con la casa discografica del loro manager, la Magic Wand Records. Finalmente riuscirono a firmare un accordo per la CBS/Sony in Giappone, con cui pubblicarono due album; l'omonimo Quiet Riot nel 1978 e Quiet Riot II nel 1979, i quali non vennero però pubblicati negli Stati Uniti d'America, la loro nazione d'origine, ma solo in Giappone, a causa del contratto con l'etichetta giapponese. Nel 1978, il primo bassista Kelly Garni venne sostituito da Rudy Sarzo che registrò il secondo album. I due dischi però non ottennero un gran successo e nel 1979 il gruppo si sciolse.
Il chitarrista Rhoads e il bassista Rudy Sarzo entrarono a far parte della band di Ozzy Osbourne nel 1980. Con lui Rhoads pubblicherà gli album Blizzard of Ozz (1980) e Diary of a Madman (1981) e il live album Tribute (1987); mentre Sarzo suonò per Ozzy solo in esibizioni live, ed è presente nei live album di Ozzy, Speak of the Devil (1982) e Tribute (1987) (entrambi i live registrati tra l'81 e l'82).
Nel 1981, Kevin incontra a Los Angeles il batterista Frankie Banali, il chitarrista Carlos Cavazo e suo fratello Tony Cavazo al basso, con cui decide di intraprendere un nuovo progetto chiamato i "DuBrow". La band però non riuscì ad emergere. In seguito alla tragica morte di Randy Rhoads in un incidente aereo nel marzo 1982 durante il "Diary of a Madman tour" con Ozzy, il bassista Rudy Sarzo abbandonò Ozzy e tornò a Los Angeles rincontrando DuBrow, ed entrando nella sua band sostituendo il bassista provvisorio Tony Cavazo. La formazione venne completata e la band decise di riprendere il nome di "Quiet Riot", mentre il produttore Proffer trovò un accordo per la Pasha Records che convinse finalmente la Sony a firmare un contratto.
Esordirono con l'album Metal Health nel 1983 è sarà l'inizio di una serie di successi.
Ma già dal secondo album della formazione Condition Critical, nel 1984 la band cominciò a declinare per poi arrivare al culmine con QRIII (1986) dalle sonorità più melodiche, che vendette solamente mezzo milione di copie. Tutto ciò portò DuBrow a lasciare la band nel 1987. Egli fu sostituito dal cantante dei Rough Cutt, Paul Shortino con cui la band pubblicò l'album Quiet Riot nel 1988. Il disco non vendette bene, Frankie Banali entrò nei W.A.S.P. e la band si sciolse nel 1988.
Nel periodo di inattività della band, DuBrow, che aveva mantenuto un rapporto d'amicizia con Carlos Cavazo, fondò il progetto chiamato "Heat". Il gruppo riprese il nome di Quiet Riot arruolando l'ex batterista dei Rainbow Bobby Rondinelli e il bassista Kenny Hillery. Passano due anni, e la band pubblica Terrified.

### La morte (2007)
Il 25 novembre 2007, è stato riportato sul sito web The Eye Vegas che Kevin DuBrow è stato trovato morto nel suo appartamento quel giorno. Nessuna ulteriore informazione è stata fornita. Il batterista Frankie Banali ha confermato la morte in una email a Spagna The Metal Circus. Banali ha scritto:
Successivamente è stato reso noto che la morte di DuBrow venne causata da un'overdose di cocaina. Il canale KTNV di Las Vegas riportò la notizia che DuBrow era morto 6 giorni prima del suo ritrovamento, il 19 novembre, 2007. DuBrow venne sepolto al Pacific View Cemetery di Corona del Mar, California, vicino al suo patrigno, Harold Mandell. I funerali si svolsero il 1º dicembre, 2007.

## Discografia

### Solista
- 2004 - In for the Kill

### Con i Quiet Riot

#### Album in studio
- 1978 - Quiet Riot
- 1979 - Quiet Riot II
- 1983 - Metal Health
- 1984 - Condition Critical
- 1986 - QRIII
- 1993 - Terrified
- 1995 - Down to the Bone
- 1999 - Alive and Well
- 2001 - Guilty Pleasures
- 2006 - Rehab

#### Compilation
- 1993 - The Randy Rhoads Years
- 1996 - Greatest Hits
- 1999 - Super Hits
- 2000 - The Collection
- 2005 - Live & Rare Volume 1

### Partecipazioni

#### Altri Album
- 1985 - Hear 'n Aid - Stars (1985)
- 1986 - Kuni - Masque (1986)
- 1989 - Keel - Larger than Live (1989)
- 1989 - Guy Mann-Dude - Sleight of Hand (1989)
- 2002 - Julliet - Passion (2002)
- 2004 - Glenn Hughes - Soulfully Live in the City of Angels (2004)
- 2008 - George Lynch - Scorpion Tales (2008)

#### Tribute Album
- 1998 - Thunderbolt: A Tribute To AC/DC
- 1999 - Van Halen Tribute: Hot for Remixes
- 2000 - Leppardmania: A Tribute to Def Leppard
- 2000 - Covered Like a Hurricane: A Tribute to the Scorpions
- 2002 - Welcome to the Jungle: A Tribute to Guns N'Roses
- 2004 - A Tribute to Van Halen
- 2005 - Tribute to the Scorpions: Six Strings, Twelve Stings